# مرسوم حريق الرايخستاغ

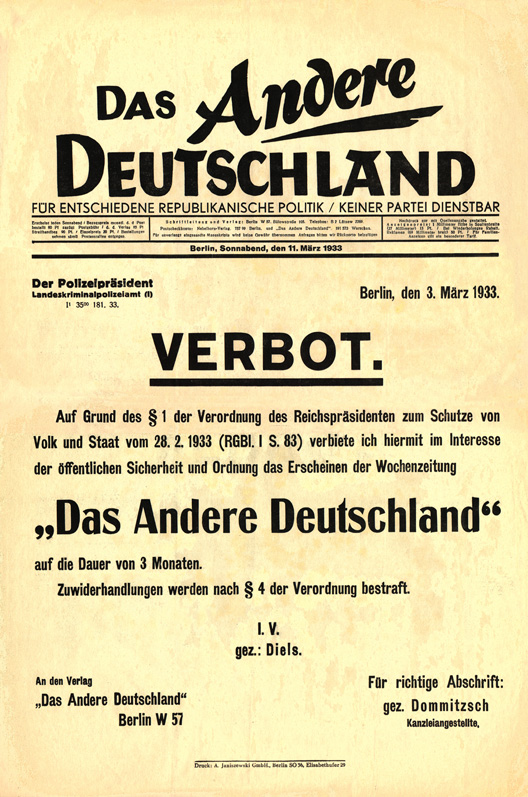
القضية النهائية لـ Das Andere Deutschland ، معلنة حظرها (Verbot) من قِبل سلطات الشرطة على أساس مرسوم Reichstag لإطلاق النار

مرسوم حريق الرايخستاغ ( (بالألمانية: Reichstagsbrandverordnung)‏ هو الاسم الشائع لمرسوم رئيس الرايخ لحماية الشعب والدولة ( (بالألمانية: Verordnung des Reichspräsidenten zum Schutz von Volk und Staat)‏ ) أصدره الرئيس الألماني بول فون هيندينبيرغ بناءً على نصيحة المستشار أدولف هتلر في 28 فبراير 1933 كاستجابةً فورية لحريق الرايخستاغ . ألغى المرسوم العديد من الحريات المدنية الرئيسية للمواطنين الألمان. مع وجود النازيين في مناصب قوية في الحكومة الألمانية، تم استخدام المرسوم كأساس قانوني لسجن أي شخص يُعتبر معارضًا للنازيين، ولقمع المنشورات التي لا تعتبر «صديقة» للقضية النازية. يعتبر المؤرخون هذا المرسوم أحد الخطوات الرئيسية لإنشاء دولة نازية ذات حزب واحد في ألمانيا.

## خلفية
تم تعيين هتلر مستشارًا لألمانيا قبل أربعة أسابيع فقط، في 30 يناير 1933، عندما تمت دعوته من قبل الرئيس فون هيندينبيرغ لقيادة حكومة ائتلافية. وقد حثت حكومة هتلر فون هيندنبورغ على حل الرايخستاغ والدعوة إلى إجراء انتخابات في 5 مارس.
في مساء يوم 27 فبراير 1933 - قبل ستة أيام من الانتخابات البرلمانية - اندلع الحريق في الرايخستاغ. في حين أن ظروف الحريق الدقيقة لا تزال غير واضحة حتى يومنا هذا، إلا أن الأمر الواضح هو أن هتلر وأنصاره استفادوا سريعًا من النار كوسيلة لتحفيز توحيدهم للسلطة. ألقى هتلر باللوم على الفور على الحزب الشيوعي الألماني (KPD) في التسبب في الحريق، واعتقد أن الحريق سيؤدي إلى دفع المزيد من الألمان لدعم النازيين. وفقا لرودولف ديلز، سمع هتلر وهو يصرخ من خلال النار «هؤلاء البشر من الباطن لا يفهمون كيف يقف الناس إلى جانبنا.» 

## نص المرسوم
توضح الديباجة والمادة 1 من مرسوم حريق الرايخستاغ الطرق التي ألغت بها حكومة هتلر قانونً الحقوق المدنية المنصوص عليها في دستور فايمار:
| Verordnung des Reichspräsidenten zum Schutz von Volk und Staat                                                                           | Verordnung des Reichspräsidenten zum Schutz von Volk und Staat | مرسوم رئيس الرايخ لحماية الشعب والدولة                                                                            | مرسوم رئيس الرايخ لحماية الشعب والدولة |
| --- | --- | --- | --- |
| Auf Grund des Artikels 48 Abs. 2 der Reichsverfassung wird zur Abwehr kommunistischer staatsgefährdender Gewaltakte folgendes verordnet: | Auf Grund des Artikels 48 Abs. 2 der Reichsverfassung wird zur Abwehr kommunistischer staatsgefährdender Gewaltakte folgendes verordnet: | على أساس الفقرة 2 من المادة 48 من دستور الرايخ الألماني، يُطلب ما يلي دفاعًا ضد أعمال العنف التي يقوم به الشيوعيين: | على أساس الفقرة 2 من المادة 48 من دستور الرايخ الألماني، يُطلب ما يلي دفاعًا ضد أعمال العنف التي يقوم به الشيوعيين: |
| § 1. | Die Artikel 114، 115، 117، 118، 123، 124 und 153 der Verfassung des Deutschen Reichs werden bis auf weiteres außer Kraft gesetzt. Es sind daher Beschränkungen der persönlichen Freiheit، des Rechts der freien Meinungsäußchungen، der an der Weinheim، der an der Schulen، ackeuschlasch، ألمانيا. der sonst hierfür bestimmten gesetzlichen Grenzen zulässig. | § 1. | المواد 114 و115 و117 و118 و123 و124 و153 من دستور الرايخ الألماني يتم تعليقها حتى إشعار آخر. لذلك يجوز تقييد حقوق الحرية الشخصية [ المثول أمام المحكمة ]، وحرية التعبير (الرأي)، بما في ذلك حرية الصحافة، وحرية التنظيم والتجمع، وخصوصية الاتصالات البريدية والبرقية والتليفونية. كما أن أوامر تفتيش المنازل، وأوامر المصادرة، وكذلك القيود المفروضة على الممتلكات، مسموح بها أيضًا خارج الحدود القانونية المنصوص عليها خلاف ذلك. |